# Szürkeoldalú virágjáró
A szürkeoldalú virágjáró (Dicaeum celebicum) a madarak osztályának verébalakúak (Passeriformes) rendjébe és a virágjárófélék (Dicaeidae) családjába tartozó faj.

## Rendszerezése
A fajt Salomon Müller német ornitológus írta le 1843-ban.

## Alfajai
- Dicaeum celebicum celebicum S. Muller, 1843
- Dicaeum celebicum kuehni[2] Hartert, 1903 vagy Dicaeum kuehni[1]
- Dicaeum celebicum sanghirense Salvadori, 1876
- Dicaeum celebicum sulaense Sharpe, 1884
- Dicaeum celebicum talautense A. B. Meyer & Wiglesworth, 1895[2]

## Előfordulása
Indonéziához tartozó Celebesz és más kisebb szigetek területén honos. Természetes élőhelyei a szubtrópusi és trópusi síkvidéki esőerdők és cserjések, valamint ültetvények, szántóföldek, vidéki kertek és városi régiók. Állandó, nem vonuló faj.

## Megjelenése
Testhossza 9 centiméter.
|  |  |

## Életmódja
Gyümölcsökkel, nektárral, pollenekkel és kisebb pókokkal táplálkozik.

## Természetvédelmi helyzete
Az elterjedési területe nagyon nagy, egyedszáma pedig stabil. A Természetvédelmi Világszövetség Vörös listáján nem fenyegetett fajként szerepel.